# Zuri Tibby
Zuri Tibby (* 1. September 1995 in Florida) ist ein US-amerikanisches Model.
Zuri Tibby wurde im Alter von 17 Jahren beim Shoppen entdeckt. Sie kam bei IMG Models unter Vertrag und modelte einige Fotostrecken, u. a. für die Magazine Vogue und Elle. 2016 wurde sie Gesicht von Pink, der Teenager-Marke von Victoria’s Secret und lief dann bis 2018 auch bei den Victoria’s Secret Fashion Shows.